# Freikorps Hacketau
Das Freikorps Hacketau wurde am 19. März 1919 in Recklinghausen auf Initiative von Walther Stennes von Männern des Infanterieregiments Nr. 16 (3. westfälisches) gegründet. Es umfasste etwa fünfhundert Mann. Sein Schlachtruf war „Hacke Tau – Et geit for't Vaterland“ und geht auf die Schlacht bei Großbeeren 1813 während der Befreiungskriege zurück.

## Geschichte
Im Dezember 1918 wurde Walther Stennes als Oberleutnant aus dem Heer verabschiedet. Auf Anregung von Ewald von Kleist stellte er die „Freiwillige Kompanie Stennes“, ein Freikorps, das sich aus vielen ehemaligen Soldaten des Infanterieregiments Nr. 16 zusammensetzte, auf. Es wurde heimlich auf Schloss Varlar bei Coesfeld ausgebildet.
Daraus entstand das etwa fünfhundert Mann umfassende Freikorps Hacketau. Mit diesem ging Stennes gegen Erhebungen und Streiks von Arbeitern in Coesfeld, Dülmen, Bocholt, Münster und Düsseldorf vor. In Hamm konnte er einen Arbeiterstreik gänzlich unterdrücken.
Während der Bürgerkriegskämpfe um das Ruhrgebiet im März 1919 wurde Stennes vom kommandierenden General von Watter als Militärbefehlshaber in Hamm Stadt und Land eingesetzt. Sein Freikorps besetzte rund um Hamm die Zechen Radbod, de Wendel, Sachsen und Westfalen. Die bestreikte Zeche Radbod wurde von der Truppe notdürftig in Betrieb gehalten und so auch die Gasversorgung der Stadt Münster gesichert.
Das Freikorps ging im Juli 1919 gegen weitere Erhebungen und Streiks in Westfalen und Rheinland vor. Im März 1920 wurde es unter Freiherr von Falkenstein im Bergischen Land durch die Rote Ruhrarmee vertrieben.
Das Freikorps bildete 1920 den Kader des Westfälischen Reichswehr-Schützen-Regiments XIV.
Zu den Mitgliedern des Freikorps zählte Walter Model.
Der Schlachtruf „Hacke Tau!“ ist heute noch gängige Praxis bei dem Panzerbataillon 203 der Bundeswehr, welches im ostwestfälischen Augustdorf beheimatet ist.